# Slussen (sluis)

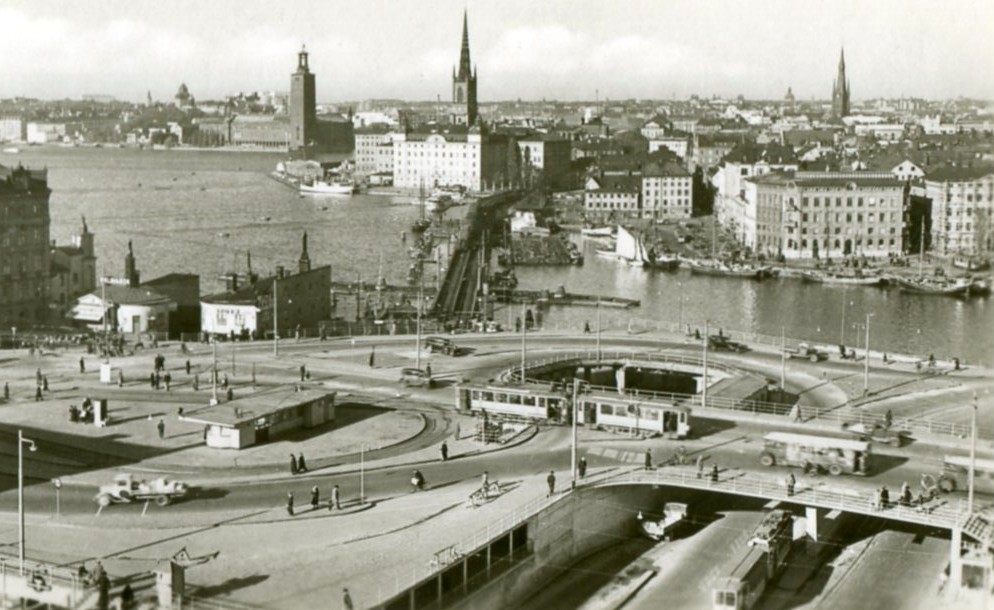
Foto uit 1930.

Slussen (Zweeds voor de sluis) is oorspronkelijk de naam van een grote sluis tussen de stadsdelen Gamla Stan en Södermalm in Stockholm. Het is tegelijk ook de overgang tussen het Mälarmeer en de Oostzee. Net ten zuiden van Slussen ligt de Nederlandse ambassade.

## Verkeersknooppunt
Tegenwoordig wordt er ook vaak het drukke verkeersknooppunt mee bedoeld. Het knooppunt heeft een slechte naam onder de Stockholmers, en er zijn ook aanwijzingen dat de structuur van het complex verslechtert. Mede daarom zijn er plannen om Slussen geheel te renoveren.